# Teratolytta flavipes
Teratolytta flavipes là một loài bọ cánh cứng trong họ Meloidae. Loài này được Mulsant & Rey miêu tả khoa học năm 1858.